# Рудно (Турчјанске Тјеплице)
Рудно (слч. Rudno) насељено је мјесто са административним статусом сеоске општине (слч. obec) у округу Турчјанске Тјеплице, у Жилинском крају, Словачка Република.

## Становништво
| Година:    | 1994. | 2004.   | 2014.   | 2024.   |
| ---------- | ----- | ------- | ------- | ------- |
| Број људи: | 228   | 227     | 212     | 210     |
| Разлика:   |       | -0,43 % | -6,60 % | -0,94 % |

| Година:    | 2023. | 2024. |
| ---------- | ----- | ----- |
| Број људи: | 210   | 210   |
| Разлика:   |       | +0 %  |

Према подацима о броју становника из 2011. године насеље је имало 222 становника.